# 雪洼龙镇
雪洼龙镇，是中华人民共和国四川省甘孜藏族自治州九龙县下辖的一个乡镇级行政单位。2019年12月，撤销踏卡彝族乡、斜卡乡，设立雪洼龙镇，以原踏卡彝族乡和原斜卡乡所属行政区域为雪洼龙镇的行政区域，雪洼龙镇人民政府驻耳朵铺子村1组65号。

## 行政区划
雪洼龙镇下辖以下地区：
耳朵村、夹铺子村、花椒坪村和河口村。